# Borussia Rheine
Borussia Rheine war ein Sportverein aus Rheine im Kreis Steinfurt. Die erste Fußballmannschaft nahm einmal an der Westdeutschen Fußballmeisterschaft teil.

## Geschichte
Der Verein wurde am 11. September 1908 als 1. Rheiner FC Borussia 08 gegründet. Im Jahre 1919 schloss sich der Gymnasialsportverein Rheine der Borussia an, die 1923 mit dem SC Rheine zum SC Borussia Rheine fusionierte. Der SC Rheine entstand im Jahre 1921, als sich die Fußballabteilung des TC Westfalia Rheine abspaltete.
Im Jahre 1926 gelang der Borussia der Aufstieg in die damals erstklassige 1. Bezirksklasse Westfalen, wo sich die Mannschaft auf Anhieb die Meisterschaft der Weststaffel sicherte. Die Endspiele um die Bezirksmeisterschaft gingen gegen Arminia Bielefeld jedoch deutlich verloren. Im Jahre 1928 setzte sich die Borussia im Entscheidungsspiel um die Bezirksmeisterschaft mit 3:2 gegen den VfB 03 Bielefeld durch, erreichte bei der Westdeutschen Meisterschaft nur den fünften von sieben Plätzen. Zwei Jahre später wurde die Borussia erneut westfälischer Vizemeister hinter dem VfB 03 Bielefeld und scheiterte im Halbfinale der Runde der Zweiten an Fortuna Düsseldorf.
Im Jahre 1933 verpassten die Rheiner die neu eingeführte Gauliga Westfalen. Für diese hatte sich die Mannschaft im Jahre 1944 nach erfolgreicher Aufstiegsrunde zwar sportlich qualifiziert, jedoch verzichtete der Verein auf die Teilnahme. Nach dem Zweiten Weltkrieg wurde die Borussia zu einer Fahrstuhlmannschaft zwischen der Landes- und Bezirksliga. Mit Erich Rutemöller brachte der Verein einen Bundesligatrainer hervor, der beim 1. FC Köln und bei Hansa Rostock wirkte. Ludwig Gerdes spielte in der seinerzeit erstklassigen Oberliga für den VfL Osnabrück, Schwarz-Weiß Essen und den VfR Kirn.
Am 22. Juni 1969 fusionierte Borussia Rheine mit dem VfL 1926 Rheine zu Rot-Weiß Rheine. Dieser Verein fusionierte wiederum am 27. Juni 1971 mit dem FC Rheine zum VfB Rheine, der am 10. Juli 1994 mit der SG Eintracht Rheine zum heutigen FC Eintracht Rheine fusionierte.